# BBC Bridge Companion
BBC Bridge Companion es una consola de videojuegos de 8 bits para la enseñanza de bridge. Fue lanzado por BBC Enterprises Ltd en el Reino Unido en 1985. El sistema se vendió por 199,99 £.

## Juegos
los juegos para esta consola constan de solo juegos de cartas
- Advanced Bidding
- Advanced Defence
- Bridge Builder
- Club Play 1
- Club Play 2
- Club Play 3
- Conventions 1
- Duplicate 1
- Master Play 1